# August Karl von Goeben
August Karl Christian Friedrich von Goeben (ur. 10 grudnia 1816 w Stade, zm. 13 listopada 1880 w Koblencji) – generał piechoty Armii Cesarstwa Niemieckiego, uczestnik wojny prusko-austriackiej i wojny francusko-pruskiej.

## Życiorys
W 1833 roku rozpoczął służbę w 26. Pułku Piechoty, gdzie uzyskał stopień podporucznika (niem. Lieutnant). W 1836 roku zrezygnował ze służby w Armii Pruskiej i wyemigrował do Hiszpanii, gdzie dołączył do oddziałów wiernych Karolowi V. Po przegranej Karlistów, w 1840 roku, powrócił do Niemiec. Swoje wspomnienia z czasów walk na półwyspie Iberyjskim opisał w książce Cztery lata w Hiszpanii, która ukazała się w 1841 roku. W tym samym roku ponownie wstąpił do pruskiego wojska i został przydzielony do Sztabu Generalnego, gdzie awansowano go do stopnia porucznika (niem. Premierelieutnant). W 1848 roku został zastępcą pułkownika Helmutha von Moltke w sztabie IV Korpusie Armijnym, gdize otrzymał stopień kapitana (niem. Hauptmann). W tym czasie uczestniczył między innymi w tłumieniu powstania badeńskiego. W 1863 roku, w stopniu generała majora (niem. Generalmajor), objął dowództwo nad 26. Brygadą Piechoty, z którą rok później uczestniczył w wojnie duńskiej. W 1866 roku, w trakcie wojny prusko-austriackiej, już w stopniu generała porucznika (niem. Generalleutnant), dowodził 13. Dywizją Piechoty. Po wybuchu wojny z francją w 1870 roku, w stopniu generała piechoty (niem. General der Infanterie), stanął na czele VII Korpusu Armijnego, którym dowodził w bitwie pod Spirchen i w bitwie pod Gravelotte. W 1871 roku został dowódcą I Armii i był autorem zwycięstwa niemieckiego w bitwie pod Saint-Quentin, co uniemożliwiło Francuzom przedarcie się do obleganego Paryża. Za ten sukces został odznaczony Krzyżem Wielkim Krzyża Żelaznego. Po zakończeniu konfliktu ponownie objął dowództwo nad VIII Korpusem i na tym stanowisku zmarł w 1880 roku. Był również szefem 26. Pułku Piechoty oraz miał prawo do noszenia munduru 55. Pułku Piechoty.

## Odznaczenia
Odznaczenia gen. von Goebena to między innymi:
- Order Orła Czarnego na łańcuchu
- Krzyż Wielki Orderu Orła Czerwonego z liśćmi dębu
- Gwiazda Wielkiego Komtura Orderu Hohenzollernów z mieczami
- Komtur Orderu Hohenzollernów z mieczami na pierścieniu
- Order Pour le Mérite z liśćmi dębu
- Krzyż Wielki Krzyża Żelaznego
- Order Orła Czerwonego II klasy z mieczami na pierścieniu
- Order Królewski Korony II klasy z mieczami
- Kawaler Orderu Zasługi Wojskowej Karola Fryderyka (Badenia)
- Medal Zasługi Wojskowej (Schaumburg-Lippe)
- Krzyż Zasługi Wojskowej II klasy (Meklemburgia)
- Krzyż Wielki Orderu Leopolda z dekoracją wojenną (Austro-Węgry)
- Krzyż Wielki Orderu Domowego i Zasługi Księcia Piotra Fryderyka Ludwika (Oldenburg)
- Order Świętego Jerzego III klasy (Imperium Rosyjskie)
- Order Świętego Jerzego IV klasy (Imperium Rosyjskie)
- Order Świętego Stanisława II klasy (Imperium Rosyjskie)
- Komandor I klasy Orderu Wojskowego Świętego Henryka (Saksonia)
- Komandor I klasy Orderu Ernestyńskiego (Saksonia)
- Krzyż Wielki Orderu Świętego Ferdynanda (Hiszpania)
- Krzyż Wielki Orderu Karola III z koroną (Hiszpania)
- Krzyż Orderu Izabeli Katolickiej (Hiszpania)
- Krzyż Zasługi (Hiszpania)
- Krzyż Wielki Orderu Zasługi Wojskowej (Wirtembergia)

## Upamiętnienie
- Współcześnie w Świnoujściu znajduje się Bateria Goeben (niem. Batterie Goeben) wybudowana w latach trzydziestych XX wieku.
- ulice nazwane nazwiskiem Goebena (niem. Goebenstrasse) znajdują się m.in. dwie w Berlinie (w okręgu Steglitz-Zehlendorf oraz w okręgu Tempelhof-Schöneberg), w Hamburgu (w dzielnicy Eimsbüttel), w Hanowerze (w okręgu Vahrenwald-List), w Bremie(inne języki), w Wiesbaden, w Herford oraz w Düren.
- w roku 1911 zwodowano krążownik „SMS Goeben”